# Liste du patrimoine immobilier classé de Meix-devant-Virton
Cette page regroupe l'ensemble du patrimoine immobilier classé de la commune belge de Meix-devant-Virton.
| Objet | Année de construction / Architecte | Adresse                | Section communale | Coordonnées                      | Numéro d’inventaire | Illustration                                |
| --- | ---------------------------------- | ---------------------- | ----------------- | -------------------------------- | ------------------- | ------------------------------------------- |
| Mur de soutènement et clôture du cimetière de l'église Saint-André                                                      |                                    |                        | Gérouville        | 49° 37′ 10″ nord, 5° 25′ 33″ est | 85024-CLT-0001-01   | Image manquanteTéléverser                   |
| Église Saint-André et terrains environnants                                                                             |                                    |                        | Gérouville        | 49° 37′ 09″ nord, 5° 25′ 31″ est | 85024-CLT-0002-01   | Église Saint-André et terrains environnants |
| Presbytère de l'église Saint-André                                                                                      |                                    | Grand-Route, 9         | Gérouville        | 49° 37′ 11″ nord, 5° 25′ 34″ est | 85024-CLT-0003-01   | Image manquanteTéléverser                   |
| Four banal de l'église Saint-André                                                                                      |                                    | Grand-Route, 9         | Gérouville        | 49° 37′ 11″ nord, 5° 25′ 34″ est | 85024-CLT-0004-01   | Image manquanteTéléverser                   |
| Grange aux dîmes de l'église Saint-André                                                                                |                                    | Grand-Route, 9         | Gérouville        | 49° 37′ 11″ nord, 5° 25′ 34″ est | 85024-CLT-0005-01   | Image manquanteTéléverser                   |
| Église Saint-André |                                    |                        | Gérouville        | 49° 37′ 09″ nord, 5° 25′ 33″ est | 85024-CLT-0006-01   | Église Saint-André                          |
| Les étangs de la Soye (+ TINTIGNY/Saint-Vincent, La Soye)                                                               |                                    |                        |                   | 49° 37′ 50″ nord, 5° 25′ 18″ est | 85024-CLT-0007-01   | Image manquanteTéléverser                   |
| Ferme (façades et toitures)                                                                                             |                                    | Rue de la Soye, 51     |                   | 49° 37′ 03″ nord, 5° 24′ 19″ est | 85024-CLT-0008-01   | Image manquanteTéléverser                   |
| Maison (façades et toitures), redoute et mur du verger                                                                  |                                    | Place du Tilleul, 21   |                   | 49° 37′ 14″ nord, 5° 25′ 42″ est | 85024-CLT-0009-01   | Image manquanteTéléverser                   |
| Immeuble (façade avant et totalité de la toiture)                                                                       |                                    | Grand-Rue, 37          |                   | 49° 35′ 43″ nord, 5° 30′ 27″ est | 85024-CLT-0010-01   | Image manquanteTéléverser                   |
| Maison (entrée du corps de logis, y compris la niche la surmontant)                                                     |                                    | Place de l'Église, 105 |                   | 49° 37′ 08″ nord, 5° 25′ 29″ est | 85024-CLT-0011-01   | Image manquanteTéléverser                   |
| Ferme (façades et pan de toiture avant)                                                                                 |                                    | Petite rue, 160        |                   | 49° 37′ 06″ nord, 5° 25′ 37″ est | 85024-CLT-0012-01   | Image manquanteTéléverser                   |
| Ferme (façades et toitures)                                                                                             |                                    | Rue du centre, 69      |                   | 49° 34′ 29″ nord, 5° 28′ 47″ est | 85024-CLT-0013-01   | Image manquanteTéléverser                   |
| Façades et toitures, courette arrière ainsi que son mur de soutènement et la zone pavée avant de l'ancien lavoir public |                                    | Rue de Gérouville, 28  |                   | 49° 36′ 18″ nord, 5° 28′ 41″ est | 85024-CLT-0014-01   | Image manquanteTéléverser                   |